# Szelków (gemeente)
De gemeente Szelków is een landgemeente in het Poolse woiwodschap Mazovië, in powiat Makowski.
De zetel van de gemeente is in Szelków (tot 30 december 1999 Stary Szelków genoemd).
Op 30 juni 2004 telde de gemeente 3697 inwoners.

## Oppervlakte gegevens
In 2002 bedroeg de totale oppervlakte van gemeente Szelków 112,93 km², waarvan:
- agrarisch gebied: 70%
- bossen: 23%

De gemeente beslaat 10,61% van de totale oppervlakte van de powiat.

## Demografie
Stand op 30 juni 2004:
| Omschrijving                   | Totaal | Totaal | Vrouwen | Vrouwen | Mannen | Mannen |
| ------------------------------ | ------ | ------ | ------- | ------- | ------ | ------ |
| eenheid                        | aantal | %      | aantal  | %       | aantal | %      |
| inwoners                       | 3697   | 100    | 1847    | 50      | 1850   | 50     |
| bevolkingsdichtheid (inw./km²) | 32,7   | 32,7   | 16,4    | 16,4    | 16,4   | 16,4   |

In 2002 bedroeg het gemiddelde inkomen per inwoner 1021,52 zł.

## Plaatsen
Bazar, Chrzanówo, Chyliny, Chyliny Leśne, Chyliny Nadrzeczne, Ciepielewo, Daniłowo, Dzierżanowo, Głódki, Grzanka, Kaptury, Laski, Magnuszew, Magnuszew Duży, Magnuszew Mały, Makowica, Marki, Nowy Strachocin, Nowy Szelków, Orzyc, Orzyc-Kolonia, Pomaski Małe, Pomaski Wielkie, Przeradowo, Rostki, Smrock-Dwór, Smrock-Kolonia, Stary Strachocin, Stary Szelków, Szelków, Wygoda, Zakliczewo.

## Aangrenzende gemeenten
Czerwonka, Karniewo, Maków Mazowiecki, Obryte, Pułtusk, Rzewnie